# Narmada (Distrikt)
Der Distrikt Narmada (Gujarati: નર્મદા જીલ્લો) ist einer von 26 Distrikten des Staates Gujarat in Indien. Die Stadt Rajpipla ist die Hauptstadt des Distrikts. Die letzte Volkszählung im Jahr 2011 ergab eine Gesamtbevölkerungszahl von 590.297 Menschen.

## Geschichte
Von vorchristlicher Zeit wurde das Gebiet – wie die ganze Region – von diversen buddhistischen und hinduistischen Herrschern regiert. Die erste Zivilisation war die Indus-Kultur. Von 1350 bis 1948 wurde es von der Rajputendynastie Gohil regiert. Es war jahrhundertelang in militärische Auseinandersetzungen mit muslimischen Eroberern und Regenten im Norden Indiens verwickelt. Dennoch blieb es dank Tributzahlungen als Fürstentum Rajpipla bestehen. Die Tribute wurden zuerst ans Sultanat Gujarat und später an die Großmoguln bezahlt. Bereits seit Anfang des 18. Jahrhunderts griffen die Marathen die Herrschaft der Muslime an. Rajpila wurde ihnen gegenüber tributpflichtig. Nach einer kurzen Besetzung durch Baroda State geriet es unter britische Herrschaft. Rajpila State wurde ein unabhängiges Fürstentum (princely state) innerhalb der britischen Verwaltungsregion Bombay Presidency. Mit der Unabhängigkeit Indiens 1947 und der Neuordnung des Landes wurde es 1949 Teil des neuen Bundesstaats Bombay. Im Jahre 1960 wurde dieser indische Bundesstaat geteilt und das Gebiet kam zum neu geschaffenen Bundesstaat Gujarat. Das Gebiet des Distrikts in heutigem Umfang entstand am 2. Oktober 1997. Dazu wurden 3 Talukas (Nandod, Dediyapada und Sagbara) des Distrikts Bharuch und 1 Taluka (Tilakwada) des Distrikts Vadodara zum neuen Distrikt Narmada zusammengefügt.

## Bevölkerung

### Bevölkerungsentwicklung
Wie überall in Indien wächst die Einwohnerzahl im Distrikt Narmada seit Jahrzehnten stark an. Die Zunahme betrug in den Jahren 2001–2011 fast 15 Prozent (14,75 %). In diesen zehn Jahren nahm die Bevölkerung um rund 76.000 Menschen zu. Die genauen Zahlen verdeutlicht folgende Tabelle:

### Bedeutende Orte
Einwohnerstärkste Ortschaft und einzige Stadt des Distrikts ist der Hauptort Rajpipla mit rund 35.000 Bewohnern. Weitere bedeutende Orte sind Dediapada, Kevadiya, Selamba und Sagbara. Die städtische Bevölkerung macht nur 10,48 Prozent der gesamten Bevölkerung aus.